# Stockauwiesen
Die Stockauwiesen sind ein unter Naturschutz stehendes Moorgebiet bei Zwiesel im Naturpark Bayerischer Wald. Sie liegen etwa 1.300 m westlich des Zwieseler Ortsteils Innenried und bilden ein Hangmoor im Bereich des Michelsbachs, der die Grenze zur Gemeinde Langdorf bildet. Das Gebiet diente früher als Weide, wird aber schon lange nicht mehr landwirtschaftlich genutzt und ist deshalb brachgefallen.

## Flora und Funga

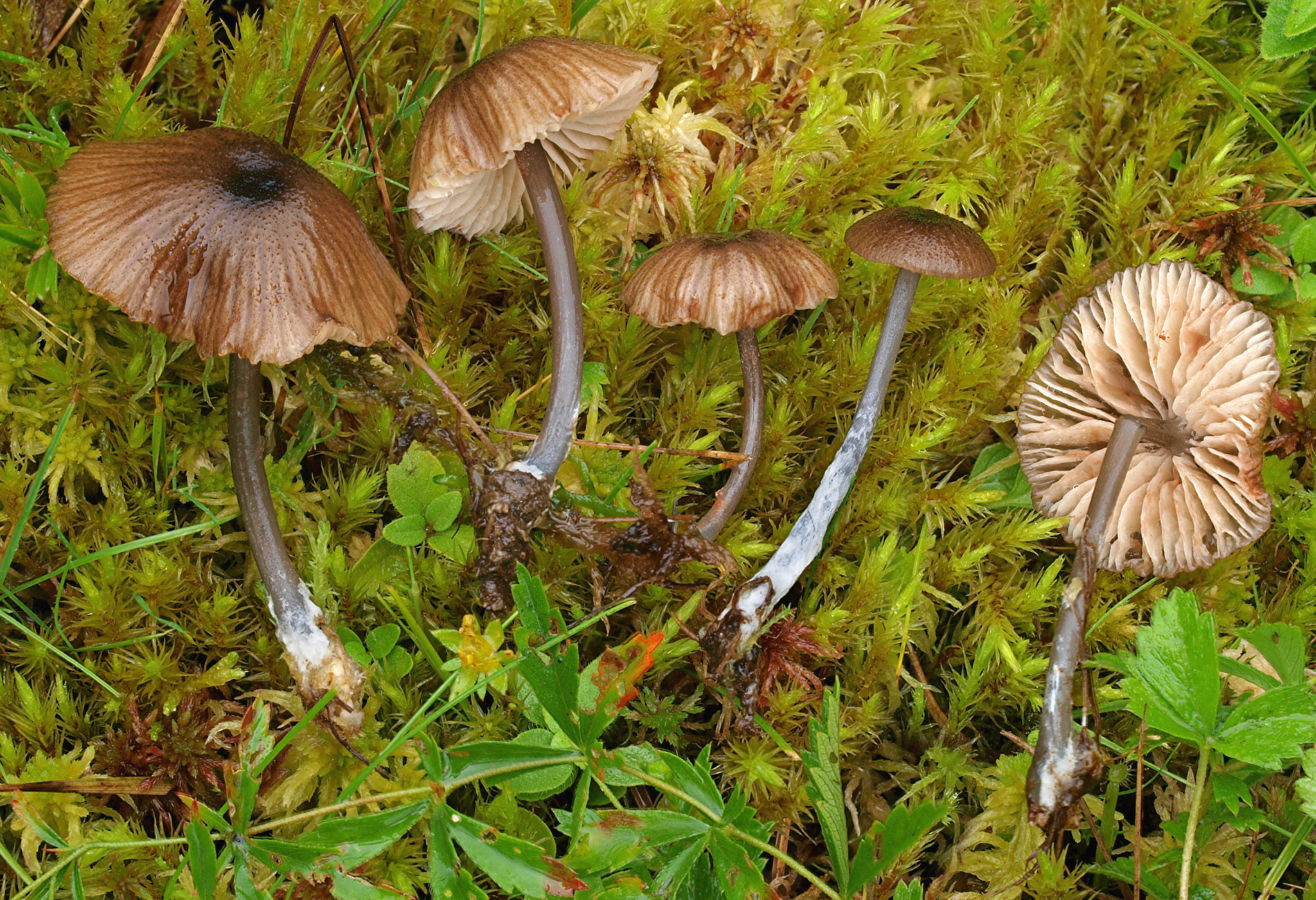
Stahlblaustieliger Rötling
(Entoloma asprellum)

In den Stockauwiesen wachsen  seltene Sumpf- und Moorpflanzen wie Sumpf-Läusekraut, Wald-Läusekraut, Gewöhnliche Moosbeere, Niedrige Schwarzwurzel, Scheidiges Wollgras, Schmalblättriges Wollgras, Alpen-Wollgras, Rundblättriger Sonnentau, Rosmarinheide, Sumpf-Herzblatt, Siebenstern, Arnika, Geöhrtes Habichtskraut, Sumpf-Blutauge, Fieberklee, Breitblättriges Knabenkraut, Fuchs’ Knabenkraut, Grünliche Waldhyazinthe und Gemeines Fettkraut. Bemerkenswert sind zudem die im Areal nachgewiesenen und in Bayern im Bestand gefährdeten Pilze Gemeine Haarzunge, Heller Sumpf-Nabeling und Stahlblaustieliger Rötling.

## Naturschutzgebiet
Das Naturschutzgebiet Stockau-Wiesen ist 10,7 ha groß. Es wurde durch die Verordnung des Bayerischen Staatsministeriums für Landesentwicklung und Umweltfragen im Bayerischen Gesetz- und Verordnungsblatt Nr. 21/ 1980 vom 1. September 1980 mit Wirkung vom 1. Oktober 1980 geschaffen. Im Jahr 1997 kaufte die Stadt Zwiesel das Gebiet und pflegt es seither. Die Naturschutzarbeitseinsätze werden durch den Arbeitskreis "Energie und Umwelt" koordiniert. Im Zuge der Pflegemaßnahmen wird aufkommender Baumwuchs entfernt und so das Moor vor Verbuschung geschützt. Ein weiteres Ziel ist die Schaffung eines Birkwildbiotops. Deshalb herrscht im Naturschutzgebiet vom 31. März bis zum 31. Juli Wegegebot. Die Stockauwiesen sind zudem ein Schutzgebiet gemäß der Fauna-Flora-Habitat-Richtlinie.